# Dänische Davis-Cup-Mannschaft
Die dänische Davis-Cup-Mannschaft ist die Tennisnationalmannschaft Dänemarks. Der Davis Cup ist der wichtigste Wettbewerb für Nationalmannschaften im Herren-Tennis, analog zum Fed Cup bei den Damen.

## Geschichte
Seit 1921 nimmt Dänemark am Davis Cup teil und spielte bereits neunmal in der Weltgruppe. 1988 erreichte die dänische Mannschaft erstmals das Viertelfinale, was ihr bislang beste Ergebnis darstellt. Gegen das Team der Bundesrepublik Deutschland unterlag Dänemark anschließend jedoch deutlich mit 0:5. Erfolgreichster Spieler ist Kurt Nielsen mit insgesamt 53 Siegen, Rekordspieler ist Torben Ulrich mit 40 Teilnahmen innerhalb von 20 Jahren.